# Krikilan (Bayat)
Krikilan is een bestuurslaag in het regentschap Klaten van de provincie Midden-Java, Indonesië. Krikilan telt 1659 inwoners (volkstelling 2010).